# 斯里兰卡航空512号班机爆炸事件
斯里蘭卡航空512號班機（UL512/ALK512）是一班由倫敦經蘇黎世、迪拜、科倫坡飛往馬累，由洛克希德L-1011執行的定期航班。1986年5月3日，編號為4R-ULD的一架洛克希德三星式客機執行此班機，在科倫坡機場被泰米尔伊拉姆猛虎解放组织炸毀，導致21人死亡，41人受傷。

## 經過
斯航512號班機由杜拜起飛時載有128名乘客以及20名機組人員，乘客主要是來自法國、西德、英國、日本的遊客。而此前泰米爾猛虎組織成員已在飛機貨艙內放置炸彈。飛機降落在班達拉奈克國際機場之後，在準備飛往馬累時被炸毀，機場航站樓的窗戶也被震碎。21人在爆炸中身亡，其中包括2名英國人，2名西德人，3名法國人，2名日本人，1名馬爾代夫人及1名巴基斯坦人，41人受傷。

## 涉事客機
此次被炸的L-1011生產序列號為193P-1061，於1974年出廠，同年交付全日本空輸，註冊編號JA8502，1982年轉售斯里蘭卡航空，編號改為4R-ALH，次年2月改為4R-ULD。

## 襲擊動機
炸彈可能被安放在裝有準備運往馬爾代夫的蔬菜和肉類的箱子中。斯里蘭卡政府的調查顯示，泰米爾猛虎組織在機上安置炸彈的動機是破壞其與斯里蘭卡政府的和平談判。在飛機殘骸中，一個裝有黑虎突擊隊制服的包裹被發現，黑虎突擊隊是泰米爾猛虎組織下的一個自殺攻擊隊。